# Philippe Nozières
Philippe Pierre Gaston François Nozières (12. dubna 1932 – 15. června 2022) byl francouzský fyzik pracující v Institut Laue–Langevin v Grenoblu. 

## Kariéra
Vystudoval École normale supérieure v Paříži. Později prováděl výzkum na Princetonské univerzitě v New Jersey v USA. Jako profesor působil na Pařížské univerzitě a na Université Grenoble-Alpes v Grenoblu. K roku 2016 působil na Institut Laue–Langevin v Grenoblu.

## Výzkum
Philippe Nozières pracoval na některých aspektech problému mnoha těles. Výrazně přispěl k pochopení základní teorie pevných látek, zejména chování elektronů v kovech. Přispěl rovněž ke konceptu kvazičástic a jejich vztahu s Fermiho kapalinami, dynamice lokálních systémů v kovech a k výzkumu nevratných jevů v kvantové fyzice. Napsal knihu s názvem N-body problem, která spolu s jeho výzkumem pomohla založit francouzskou školu fyziky pevných látek v posledních desetiletích 20. století, jejíž vliv sahá po celém světě. Ve druhém desetiletí 21. století se věnoval výzkumu růstu krystalů a fyzice povrchů.

## Ocenění
Nozières získal společně s Conyersem Herringem Wolfovu cenu za fyziku pro rok 1984/1985, za důležitý příspěvek k fundamentální teorii pevných látek, zejména chování elektronů v kovech.